# Якушинецька сільська територіальна громада
Якушинецька сільська територіальна громада — територіальна громада в Україні, у Вінницькому районі Вінницької області. Адміністративний центр — село Якушинці.
Площа громади — 279,5 км², населення — 24221 осіб (станом на 01.01.2022 р.).
Утворена 25 жовтня 2016 року шляхом об'єднання Ксаверівської, Майданської та Якушинецької сільських рад Вінницького району.
8 лютого 2019 добровільно приєдналися Некрасовська сільська рада Вінницького району і Дашковецька сільська рада Літинського району.
12 червня 2020 року до громади приєднано Пултівецьку, Широкогроебельську сільські ради Вінницького району та Микулинецьку сільську раду Літинського району.
У 2023 році компанія "Глянець" розробила айдентику для Якушинецької територіальної громади Вінницької області. Айдентика включає в себе логотип, шрифт та кольори, що символізують єдність громади, її історичну спадщину та природні багатства. Вона спрямована на зміцнення ідентичності та привабливості громади серед місцевих жителів та інвесторів.

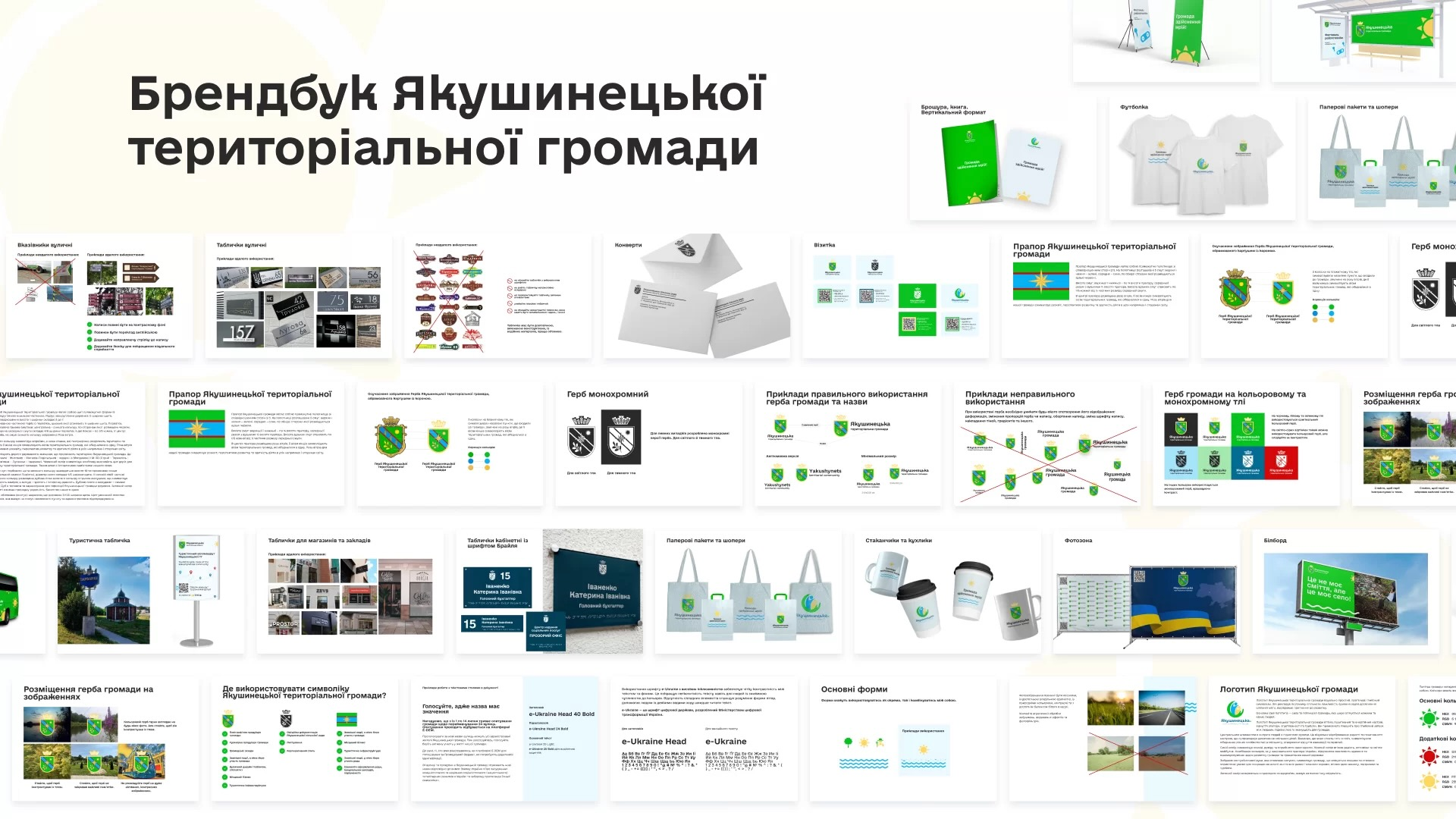
Брендбук Якушинецької територіальної громади

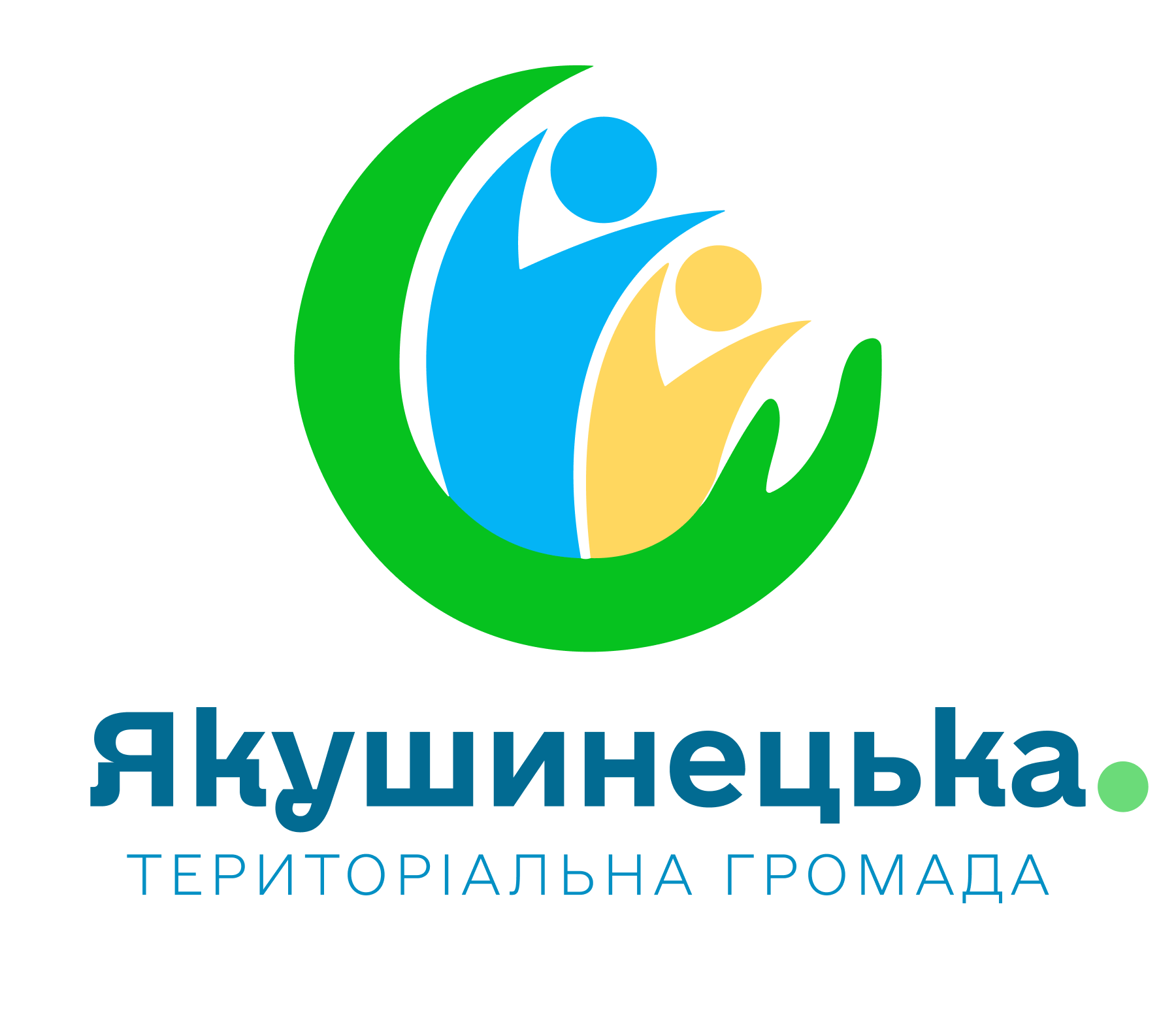
Логотип Якушинецької територіальної громади

## Культурні ландшафти громади
На території Якушинецької сільської територіальної громади простираються поля лаванди та троянд, що створюють чарівні та унікальні пейзажі. Лавандові поля, з відтінком фіолетового кольору, приваблюють туристів, створюючи прекрасне місце для фотографій та відпочинку на природі.
Крім лаванди, на території громади, можна знайти поля троянд, які прикрашають місця своєю красою та романтичним настроєм. Ці природні атракції не лише приваблюють туристів, а й сприяють розвитку рекреаційних маршрутів, підтримуючи інтерес до відвідування цього чарівного куточка природи.

## Навчальні заклади громади
На території Якушинецької сільської територіальної громади функціонують різноманітні навчальні заклади, серед яких гурток робототехніки, що є важливим простором для учнів у вивченні наукових, технологічних, інженерних та математичних концепцій. Ця ініціатива спрямована на практичний розвиток учнів у сфері робототехніки, де вони отримують можливість навчатися програмуванню, створювати й аналізувати роботів, розвиваючи при цьому свої логічні та творчі здібності. Гурток надає доступ до різноманітних технічних засобів, що допомагає учням використовувати робототехнічні конструктори, програмне забезпечення та спеціалізовані сенсори для реалізації своїх ідей та вдосконалення навичок у сфері робототехніки. Цей гурток є не лише платформою для отримання практичних знань, а й стимулює інтерес учнів до науки та техніки, готуючи їх до викликів сучасності в цих областях.
Крім цього, у Зарванцях діє також гурток хореографії, який надає учням можливість вивчати та розвивати свої таланти в області танцю та хореографії. 

### Зарванецька гімназія
Зарванецька гімназія — загальноосвітній навчальний заклад І-ІІІ ступенів у селі Зарванці Якушинецької сільської ради Вінницької області.
Гімназія заснована у 1900 році. У 2023 році гімназія отримала статус закладу нового типу — гімназії.
Гімназія забезпечує науково-теоретичну, гуманітарну та загальнокультурну підготовку, розвиток розумових і творчих здібностей учнів початкової та середньої школи.
Робота гімназії відповідає принципам Концепції "Нова українська школа", де в пріоритеті повага та увага до дитини, прагнення знайти оптимальний спосіб для її ефективного навчання.
У гімназії діють такі освітні програми:
- Програма початкової освіти
- Програма середньої освіти І ступеня
- Програма середньої освіти ІІ ступеня

У гімназії працюють 22 вчителі, які мають відповідну кваліфікацію та досвід роботи.
У гімназії є власне укриття, яке створено з метою забезпечення безпеки та захисту учнів та вчителів у разі необхідності.

### Якушинецький ліцей
Якушинецький ліцей — загальноосвітній навчальний заклад І-ІІІ ступенів у селі Якушинці Вінницької області.
Ліцей заснований у 1920 році. У 2023 році ліцей отримав статус закладу нового типу — ліцею.
Ліцей забезпечує повний комплекс умов для особистісного розвитку учнів від 1 до 11 класу, відповідаючи вимогам соціального замовлення, яке пред'являється державою, батьками та учнями.
Ліцей обладнаний сучасними технічними засобами навчання у навчальних кабінетах, а також має:
- Спортивну залу
- Актову залу
- 2 комп'ютерні кабінети
- Розширену бібліотеку, яка постачає заклад навчально-методичною літературою, електронними ресурсами та музеєм "Побут і культура народів краю".

Крім того, ліцей надає можливості для позаурочних занять та розвитку через різноманітні гуртки та секції, активно проводить виховну роботу поза класними годинами і забезпечує можливість для оздоровчого відпочинку учнів під час літніх канікул.
У ліцеї діють такі освітні програми:
- Програма початкової освіти
- Програма середньої освіти І ступеня
- Програма середньої освіти ІІ ступеня

У ліцеї працюють 42 вчителі, які мають відповідну кваліфікацію та досвід роботи.
Ліцей є одним із провідних навчальних закладів Вінницької області. Учні ліцею успішно виступають на олімпіадах та конкурсах, займають призові місця. Ліцей є учасником міжнародних освітніх проектів.

## Благодійність у Якушинецькій сільській територіальній громаді
У громаді активно діють підприємства, волонтери та благодійники, які відіграють ключову роль у розвитку громади.
Одним із благодійників є компанія Глянець, яка зробила значний внесок у розвиток громади, інвестуючи в освіту, спорт та інші сфери. Зокрема, компанія організувала відкриття спортивного майданчика, читацьких будиночків та футбольного клубу для дітей, а також надала комп'ютерну техніку для однієї з шкіл громади. У 2024 році компанія Глянець разом із Якушинецькою громадою відкрили безкоштовний гурток робототехніки для дітей. 

## Букросинг у Якушинецькій сільській територіальній громаді
Букросинг – це добровільний обмін книгами між людьми. У Якушинецькій сільській територіальній громаді Вінницької області букросинг активно розвивається з 2023 року.
Мета букросингу – популяризація читання, обмін книгами між мешканцями громади та створення комфортного середовища для читання.
У громаді діє кілька буккросинг-зон, розташованих у школах та інших громадських місцях. У цих зонах кожен може залишити книгу, яку вже прочитав, або взяти книгу, яка його зацікавила.
Букросинг сприяє розвитку читацької культури, збагачує духовне життя мешканців громади та робить громаду більш дружньою та відкритою.

## Населені пункти
До складу громади входять 1 селище (Березина) і 16 сіл: 
- Дашківці
- Зарванці
- Іскриня
- Ксаверівка
- Лисогора
- Лисянка
- Лукашівка
- Майдан
- Махнівка
- Микулинці
- Пултівці
- Ріжок
- Слобода-Дашковецька
- Широка Гребля
- Юзвин
- Якушинці

## Галерея

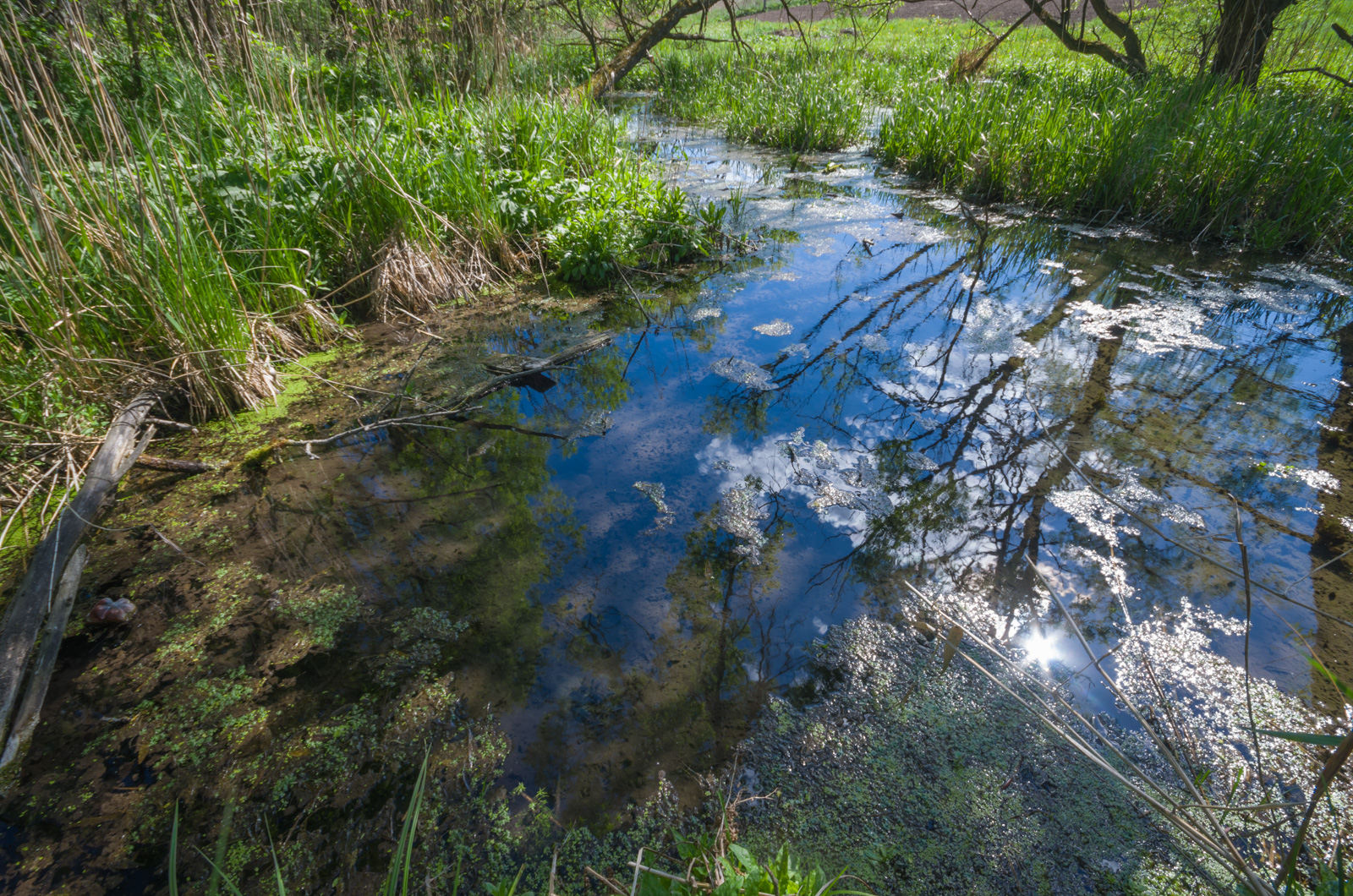
Гідрологічна пам'ятка природи «Джерело Бездонне» у с. Некрасове
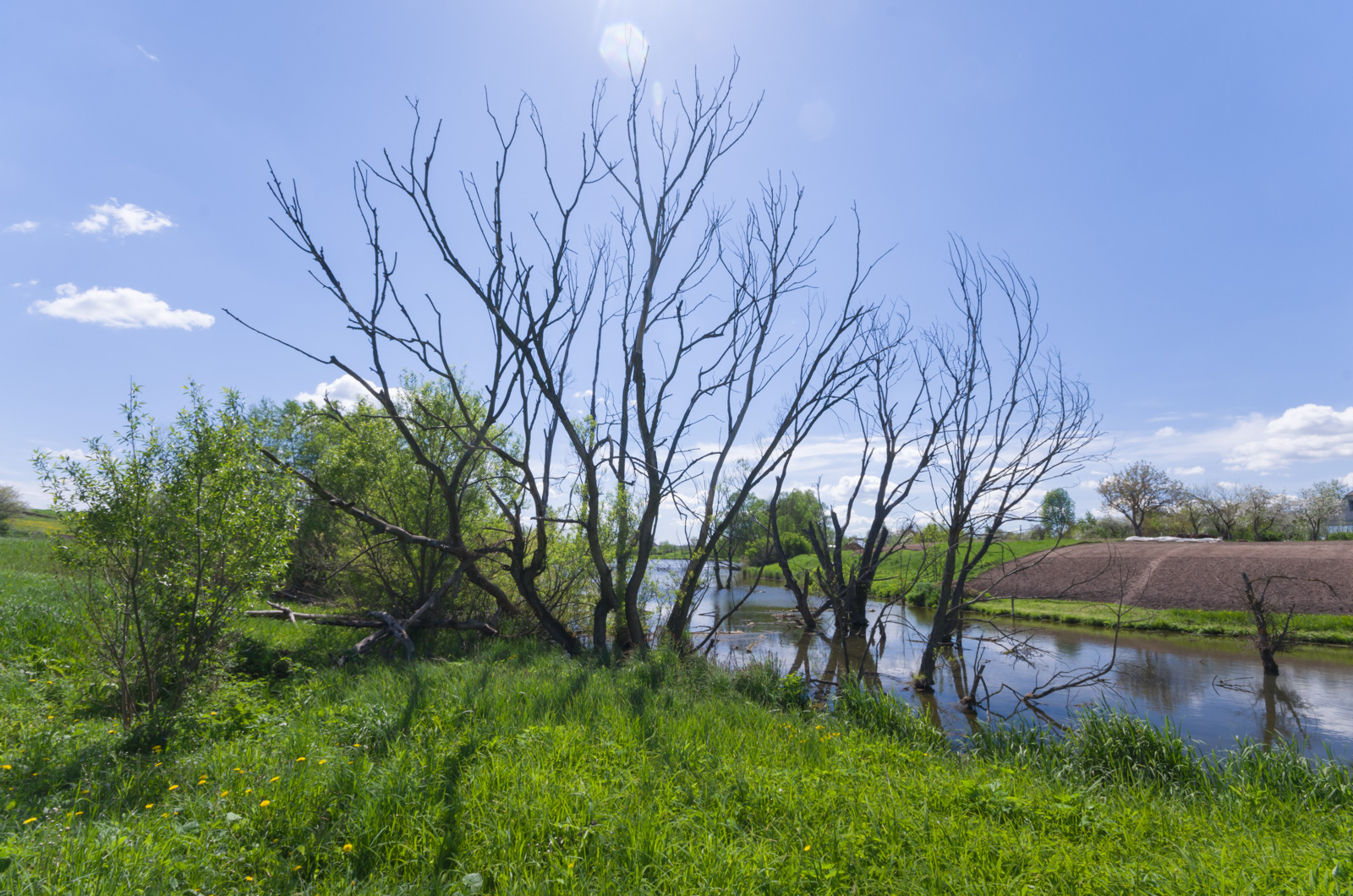
Гідрологічна пам'ятка природи «Джерело Вербичка» у с. Некрасове
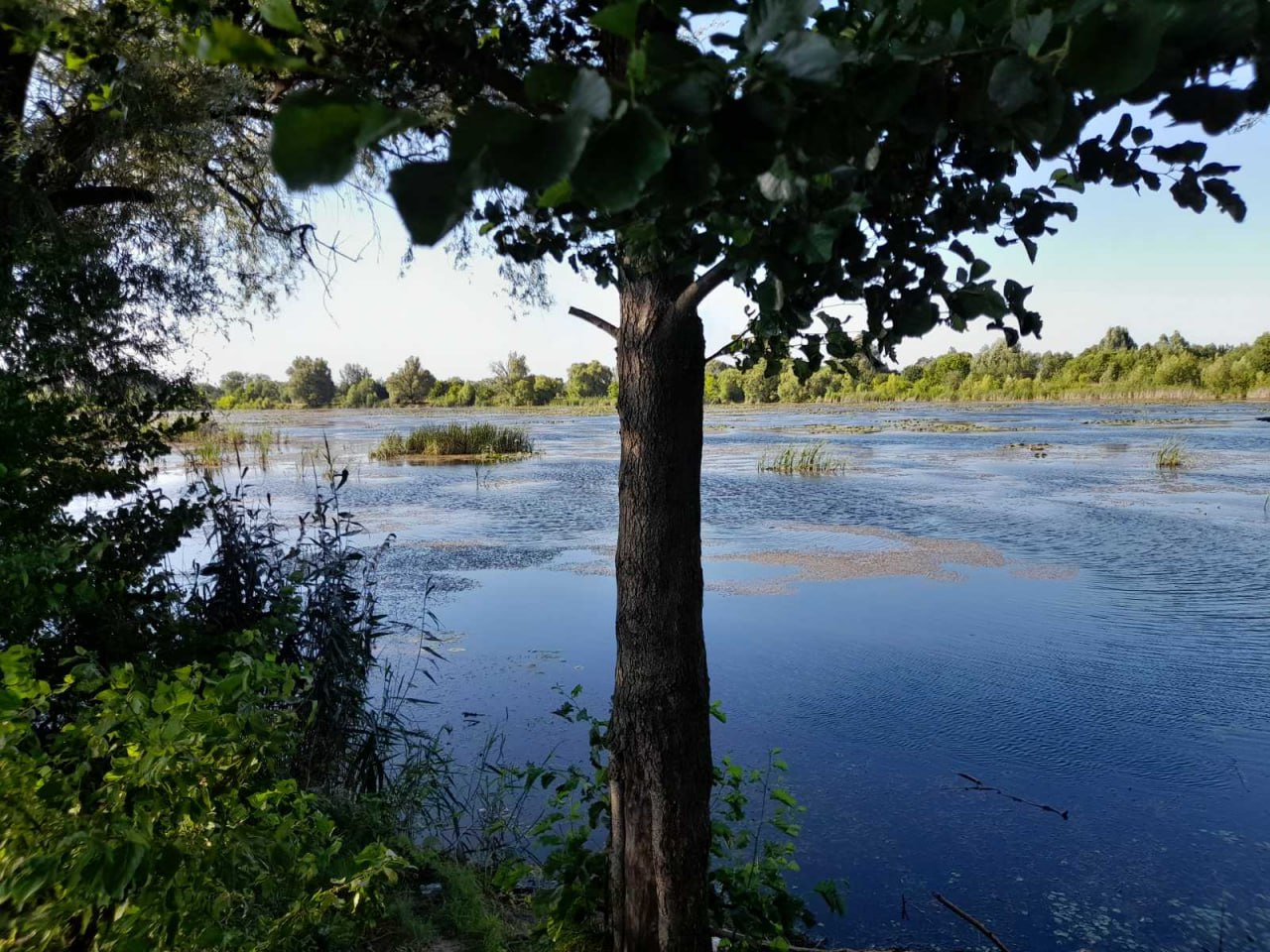
Гідрологічна пам'ятка природи Джерело «Нове життя» та «Янтар» у с. Некрасове
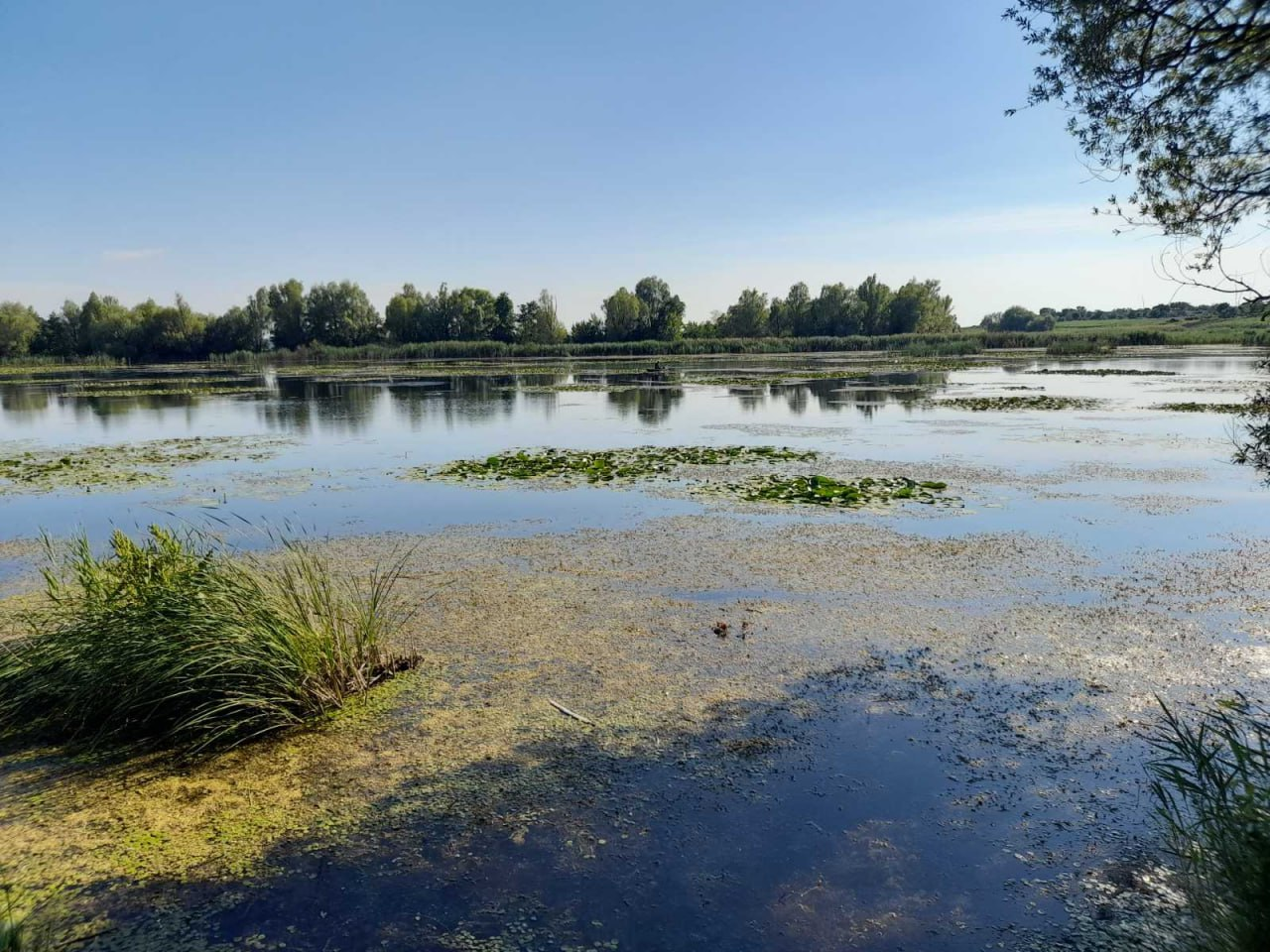
Зоологічний Згарський заказник загальнодержавного значення, знаходиться поблизу сіл Микулинці та Ріжок